# Nachwirkungsverlust
Die Nachwirkungsverluste (auch Rest- oder Viskositätsverluste genannt) sind Teil der Eisenverluste neben den Hysterese- und Wirbelstromverlusten.
Sie erfassen das zeitliche Nacheilen der Induktion hinter einer vorangegangenen Feldänderung (Verzögerungen der Drehprozesse und der Diffusionsvorgänge). Für hohe Induktionen sind sie gegenüber den vorstehenden Verlusten (Hysterese- und Wirbelstromverlusten) zu vernachlässigen. Diese Verluste entstehen durch Gitterverzerrungen als Folge von nichtmagnetischen Fremdeinschlüssen. Ein hoher Kohlenstoffanteil erhöht diese Verluste enorm.